# Wasserwald

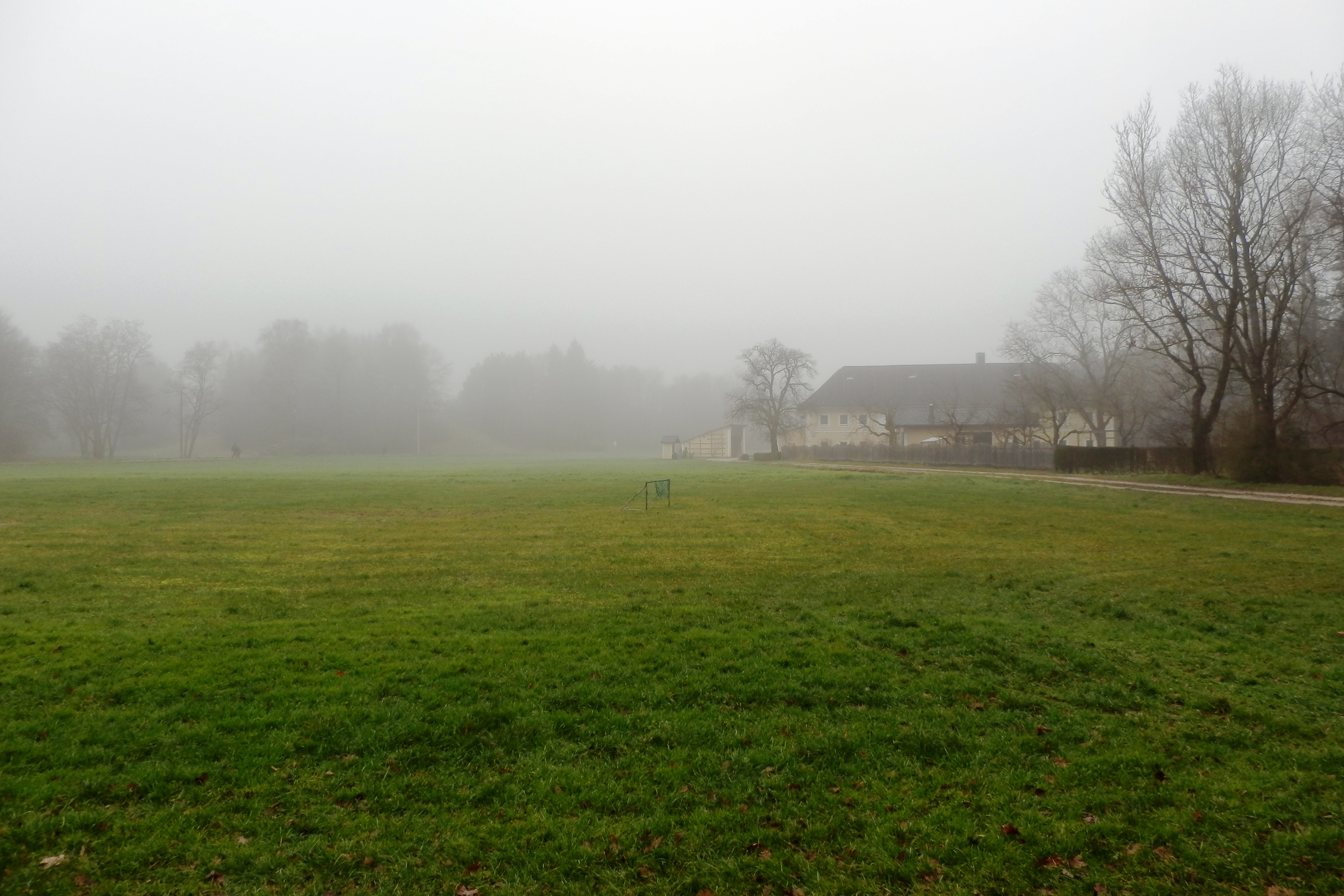
Ein Vierkanter im Wasserwald

Der Wasserwald ist eine Parkanlage mit ausgedehnten Wald- und Wiesenflächen im Linzer Stadtteil Kleinmünchen-Auwiesen und dient als Naherholungs- und Wasserschutzgebiet. Er ist etwa 1,5 km² groß und ist begrenzt durch die Straßenzüge Am Langen Zaun, die Mühlkreis Autobahn, Hausleitnerweg, Müller-Guttenbrunn-Straße, Spaunstraße, Schwindstraße, Zötlweg, Angerholzerweg, Prechtlerstraße, Zeillergang, Wimmerstraße, Eullerstraße, den Urnenhain Kleinmünchen und den Sportplatz Kleinmünchen/Pestalozzistraße. Im östlichen Teil des Wasserwaldes befindet sich um das Wasserwerk Scharlinz, ein eingezäunter Bereich.

## Geschichte

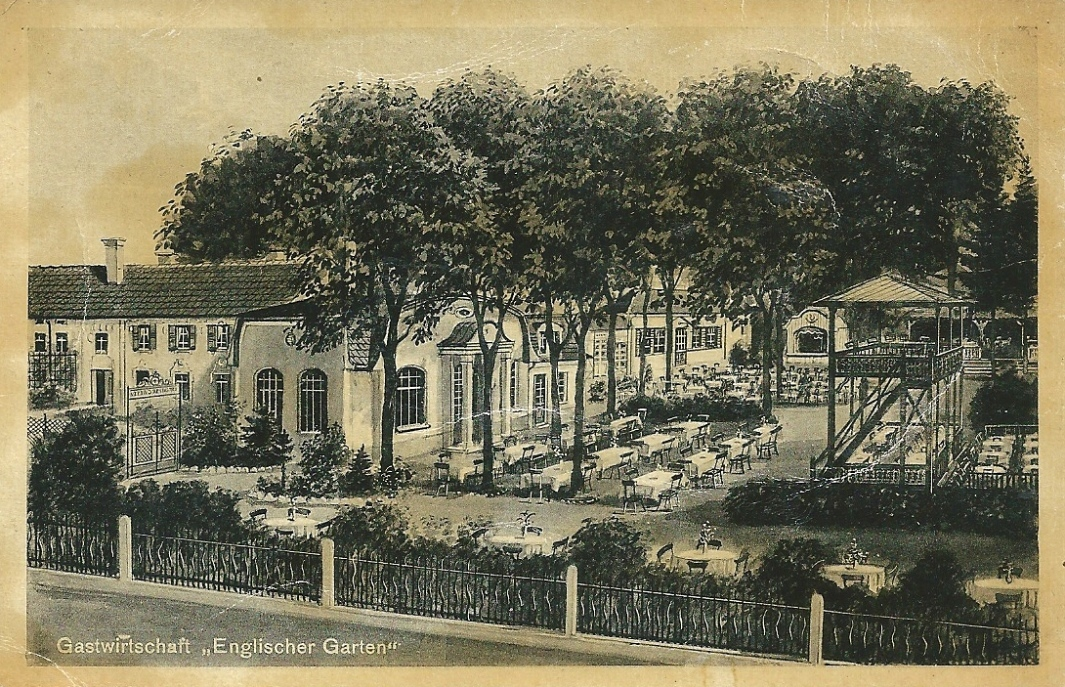
Der ehemalige Englische Garten

Der Wasserwald war früher großteils Bauernland, wovon noch zwei Vierkanter in der Brunnenfeldstraße zeugen. Die Ortschaft heißt Scharlinz. Es befand sich das beliebte Ausflugsgasthaus Englischer Garten mitten in dem Gebiet, am Rand existiert bis heute das Gasthaus Bratwurstglöckerl. In der Zwischenkriegszeit wurden Siedlungshäuser errichtet, von denen heute noch wenige Häuser existieren. Nach dem Zweiten Weltkrieg wurde das Gebiet als Wasserschutzgebiet und Grünland gewidmet. Nach und nach wurden von der Stadt Linz Häuser erworben und abgetragen, sodass der Grünflächenanteil stetig gestiegen ist. Weiters wurde der Wasserwald als Naherholungsgebiet gestaltet. So wurden etwa die wenigen Straßen mit Fahrverboten belegt, Sport- und Spielflächen, Rodelhügel, Laufstrecken, ein Stadtwanderweg, WC-Anlagen, Hundefreilaufflächen und ein Seniorenpark errichtet. Zum Schutz des Grundwassers wurde um 1980 die durch den Wasserwald führende Salzburger Straße (B1) beiderseits mit Betonwänden versehen und die früher zahlreichen Kreuzungen zu nunmehr zwei zusammengefasst.

## Wasserwerk

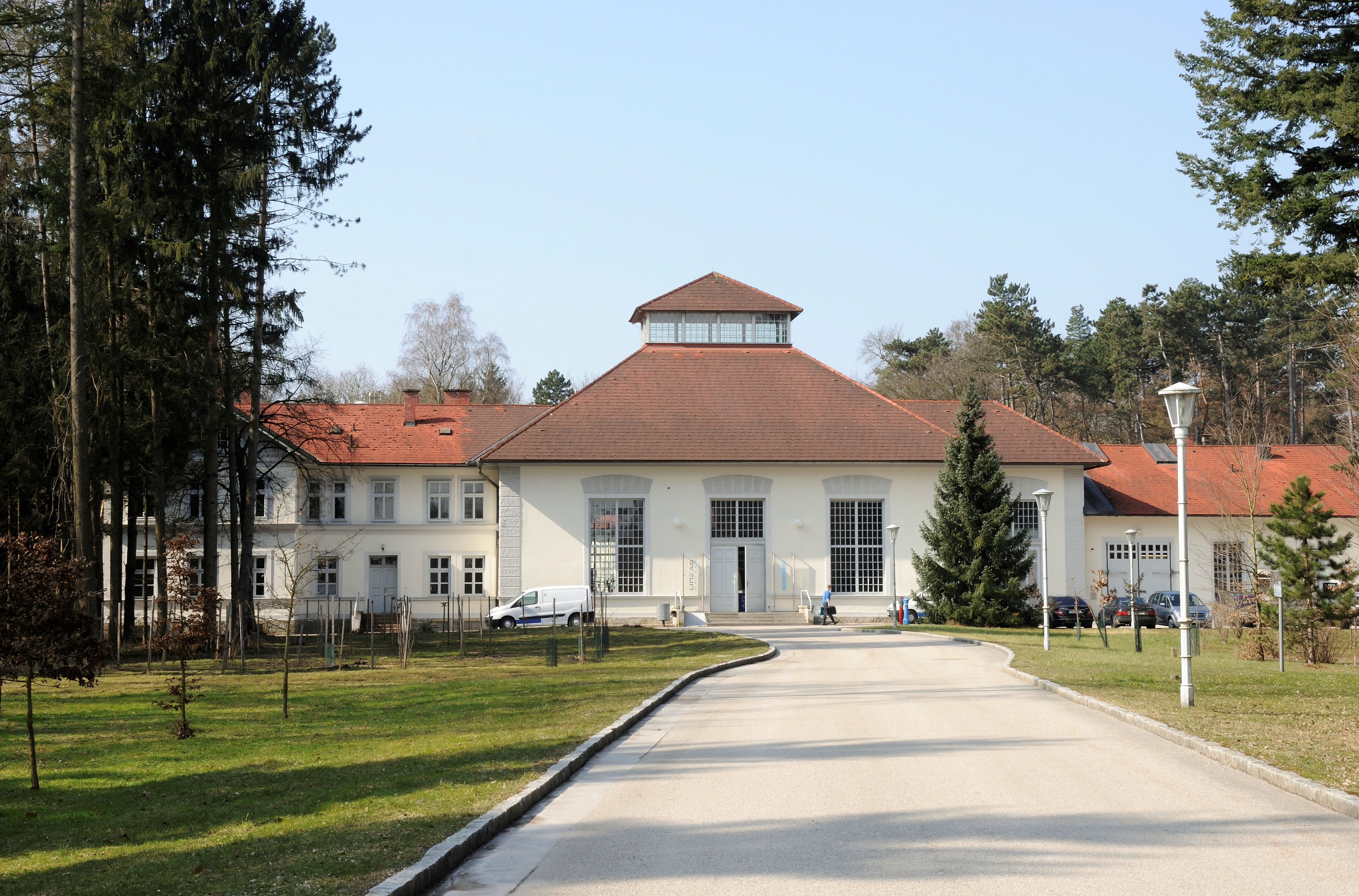
Wasserwerk Scharlinz

Das denkmalgeschützte Wasserwerk Scharlinz wurde 1891–1893 von Rumpel & Niklas aus Teplitz errichtet. Die maschinelle Einrichtung stammt von der Prager Maschinenbau AG. Der Haupttrakt mit angestelltem Wohnhaus ist mit dem achteckigen Brunnenhaus durch eine niedere Halle rechtwinkelig verbunden. Die heutige Erscheinungsform entspricht nach sorgfältiger Renovierung der Anlage von 1893.